# Campionat canadenc de futbol
El campionat canadenc de futbol (en anglès: Canadian Championship, francès: Championnat canadien) és una competició anual de futbol del Canadà.
És disputada pels clubs professionals canadencs i el campió guanya la Voyageurs Cup i una plaça per la CONCACAF Champions League. És organitzat per l'Associació Canadenca de Futbol.

## Historial
Font:
| Any  | Campió                 | Finalista              |
| ---- | ---------------------- | ---------------------- |
| 2008 | Montreal Impact        | Toronto FC             |
| 2009 | Toronto FC             | Vancouver Whitecaps    |
| 2010 | Toronto FC             | Vancouver Whitecaps    |
| 2011 | Toronto FC             | Vancouver Whitecaps FC |
| 2012 | Toronto FC             | Vancouver Whitecaps FC |
| 2013 | Montreal Impact        | Vancouver Whitecaps FC |
| 2014 | Montreal Impact        | Toronto FC             |
| 2015 | Vancouver Whitecaps FC | Montreal Impact        |
| 2016 | Toronto FC             | Vancouver Whitecaps FC |
| 2017 | Toronto FC             | Montreal Impact        |
| 2018 | Toronto FC             | Vancouver Whitecaps FC |
| 2019 | TBD                    | TBD                    |